# Brexit: The Uncivil War
Brexit: The Uncivil War é um telefilme de drama norte-americano escrito por James Graham e Toby Haynes, estreado em 7 de janeiro no Channel 4 e em 19 de janeiro na HBO. Estrelado por Benedict Cumberbatch, a obra retrata o referendo sobre a permanência do Reino Unido na União Europeia em 2016, conhecido como Brexit.

## Elenco
- Benedict Cumberbatch como Dominic Cummings
- Rory Kinnear como Craig Oliver
- Lee Boardman como Arron Banks
- Richard Goulding como Boris Johnson
- John Heffernan como Matthew Elliott
- Oliver Maltman como Michael Gove
- Simon Paisley Day como Douglas Carswell
- Lucy Russell como Elizabeth Denham
- Paul Ryan como Nigel Farage
- Kyle Soller como Zack Massingham
- Liz White como Mary Wakefield
- Kate O'Flynn como Victoria Woodcock
- Nicholas Day como John Mills
- Tim McMullan como Bernard Jenkin
- Richard Durden como Bill Cash
- Gavin Spokes como Andrew Cooper
- Aden Gillett como Robert Mercer
- Mark Dexter como a voz de David Cameron
- Mark Gatiss como a voz de Peter Mandelson
- Annabelle Dowler
- Gabriel Akuwudike como Robin
- John Arthur como Roger
- Rakie Ayola como Camilla
- Jay Simpson como Steve
- Heather Coombs como Sandra
- Kiran Sonia Sawar como Shamara

## Recepção crítica
No Metacritic, o filme conta com uma nota 73 de 100 pontos, baseada em 12 críticas. No agregador de avaliações Rotten Tomatoes, a obra tem aprovação de 91% com base em 40 avaliações e aprovação média de 7,4 de 10.